# Valkenswaard Challenger 1986
Il Valkenswaard Challenger 1986 è stato un torneo di tennis facente parte della categoria ATP Challenger Series nell'ambito dell'ATP Challenger Series 1986. Il torneo si è giocato a Valkenswaard in Paesi Bassi dal 24 al 30 novembre 1986 su campi in sintetico indoor.

## Vincitori

### Singolare
Huub van Boeckel ha battuto in finale  Wolfgang Popp con il punteggio di 6–4, 6–3

### Doppio
Wolfgang Popp /  Udo Riglewski hanno battuto in finale  Michiel Schapers /  Freddie Sauer con il punteggio di 0–6, 6–4, 6–1